# Stadion Mietałłurg w Nowotroicku
Stadion Mietałłurg – wielofunkcyjny stadion w Nowotroicku, w Rosji. Został otwarty w 1956 roku. Swoje spotkania rozgrywa na nim drużyna Nosta Nowotroick. Obiekt może pomieścić 6100 widzów.